# Calystegia soldanella
Calystegia soldanella, campanilla de las dunas, campanilla de arena o enredadera de las dunas es una planta herbácea de la familia de las Convolvulaceae, rampante, con hojas bastante carnosas y grandes flores solitarias.

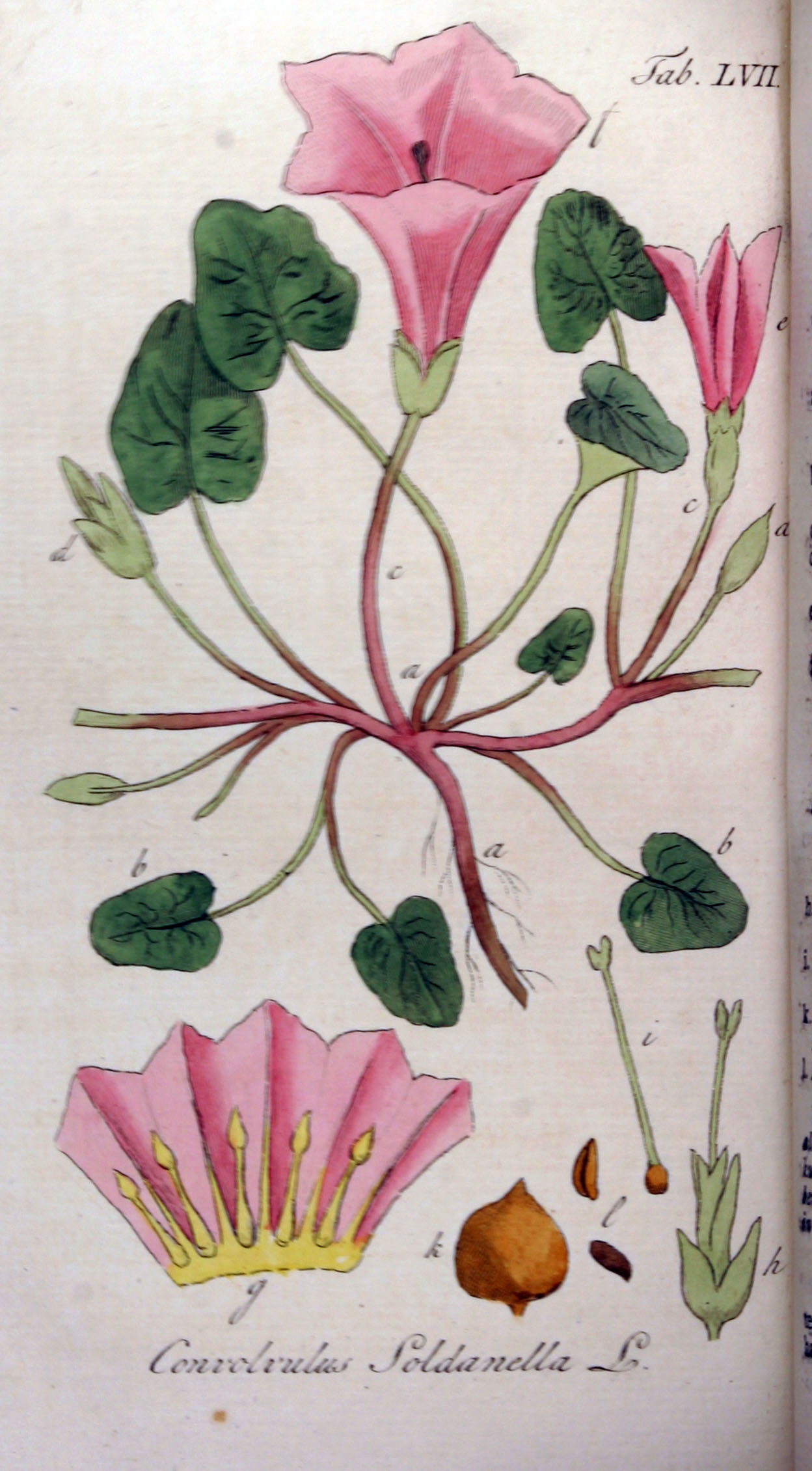
Calystegia soldanella.

## Descripción
Es una planta hermafrodita, con un periodo de floración de mayo a octubre. Su hábitat y distribución son principalmente las dunas y arena costeras marítimas de áreas seleccionadas de la costa oriental de América del Norte, en toda Europa y en Asia.

## Propiedades
Indicaciones: es antiescorbútico, vulnerario, cicatrizante, vermífugo, diurético, febrífugo y laxante.

## Taxonomía
Calystegia soldanella fue descrita por (L.) R.Br. y publicado en Prodromus Florae Novae Hollandiae 484. 1810.
Etimología
Calystegia: nombre genérico que deriva del griego kalux = "taza" y stegos = "cubierta". 
soldanella: epíteto un diminutivo del italiano soldo, = "moneda", por lo que significa "una pequeña moneda", refiriéndose a las hojas redondas de algunas de las plantas de este género.
Sinonimia
- Calystegia reniformis R.Br. [1810]
- Latrienda soldanella (L.) Raf. [1838]
- Convolvulus soldanella L. [1753]
- Convolvulus maritimus Lam. [1779]
- Convolvulus asarifolius Salisb. [1796]
- Calystegia asarifolia Gray[4]

## Nombre común
- Castellano: berza amarga, berza de mar, berza marina, berza marítima, col de mar, col marina, col marítima, correola-da-praia, corregüela marina, soladanella, soldanela marina, soldanela mayor, soldanella, yerba de Calis.[5]